# Jacques Balthazar Brun de Sainte-Catherine

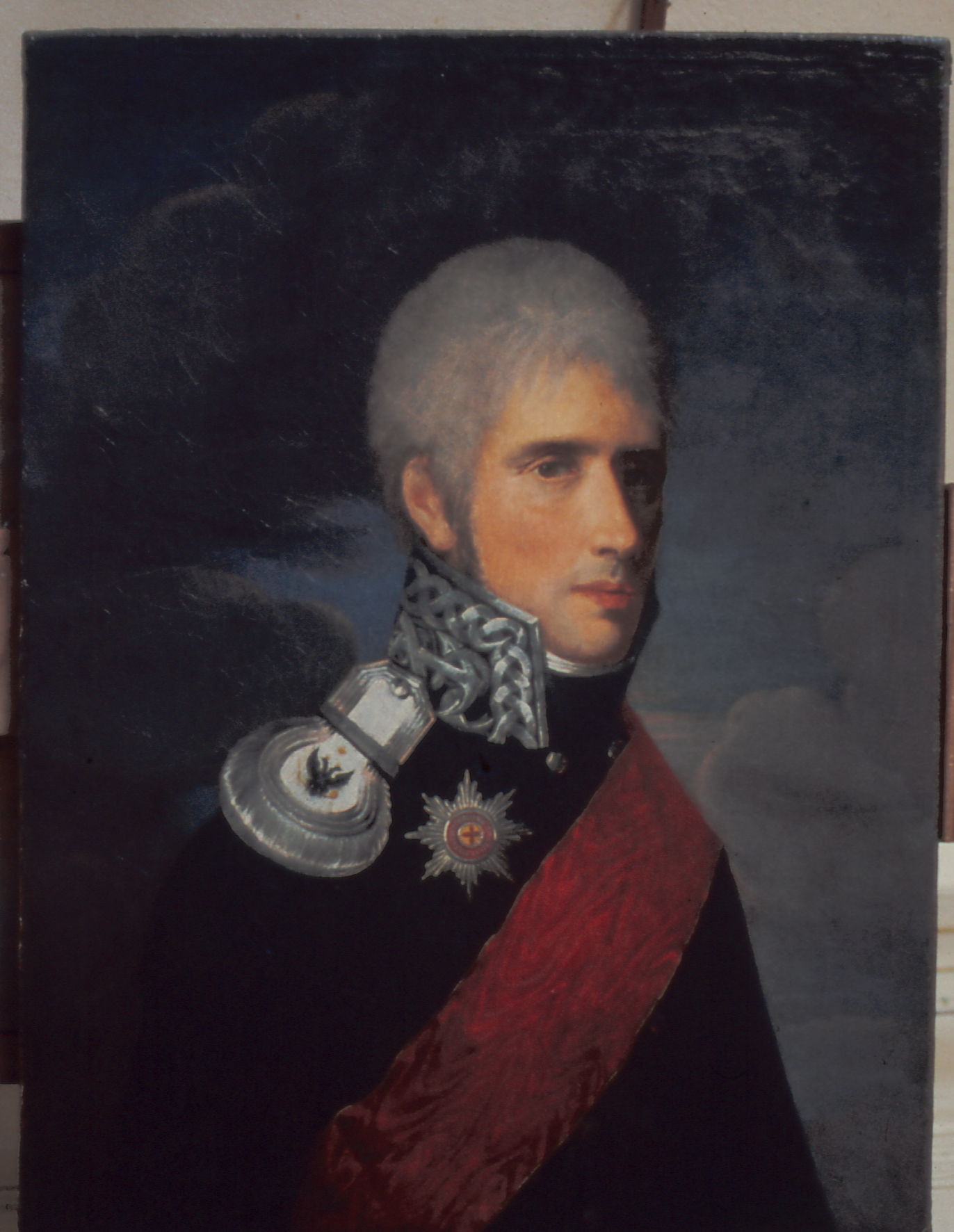
Jacques Balthazar Brun de Sainte-Catherine

Jacques Balthazar Jakowlewitsch Brun de Sainte-Catherine (russisch Яков Балтазар Яковлевич Брюн де Сен-Катерин; * 3. Juli 1759 in Antibes; † 22. Julijul. / 3. August 1835greg. in St. Petersburg) war ein französisch-russischer Schiffbauer.

## Leben
Brun war das 8. Kind des Marine-Hauptschreibers Balthazard Brun de Sainte-Catherine und seiner Frau Marguerite geborene Saurin. Die Familie spielte seit dem Mittelalter eine wichtige Rolle in Toulon.  Balthazard Brun wurde nach Verurteilung durch das Touloner Revolutionstribunal am 1. April 1794 guillotiniert.
Jacques Brun begann 1772 seine Schiffbau-Ausbildung bei Joseph-Marie-Blaise Coulomb (1728–1803) in Toulon. Auf Wunsch des Vaters begann er 1780 das Studium an der Marine-Schule. Im August 1781 nahm ihn Henri Louis Duhamel du Monceau in das Schiffbauingenieurkorps auf. Am 1. Oktober 1781 erhielt Brun sein Schiffbau-Unteringenieur-Diplom und eine Anstellung im Touloner Hafen. Dort baute er 10 Schiffe, darunter eine 10-Kanonen-Goélette für Cayenne.
Brun trat 1793 auf Wunsch der osmanischen Regierung in Konstantinopel in den osmanischen Dienst. 1795 kam sein jüngerer Bruder François Hippolyte Brun de Saint-Hippolyte (1764–1820) hinzu, der die gleiche Ausbildung durchlaufen hatte. Sie bauten mehr als 20 Kriegsschiffe. Als der russische Kaiser Paul I. von den Admirälen Fjodor Uschakow und Jean-Baptiste Prevost de Sansac de Traversay über die erfolgreiche Tätigkeit der Brüder Brun informiert wurde, ließ er den russischen Botschafter Wassili Tomara den Brüdern Brun ein Angebot zum Eintritt in den russischen Dienst machen. 1798 bauten die Brüder Brun ein 118-Kanonen-Linienschiff der Commerce-de-Marseille-Klasse entsprechend den Plänen Jacques-Noël Sanés. Als im Juni 1798 Napoleons Ägyptische Expedition begann, verließen die Brüder Brun sogleich  das Osmanische Reich auf einem Schiff der russischen Flotte unter Fjodor Uschakow, wobei sie Selim III. Instruktionen für die Fertigstellung des Schiffs überließen.
Im Januar 1799 wurde durch allerhöchsten Befehl die Aufnahme der Brüder Brun in den russischen Dienst zugelassen. Im Oktober 1799 kamen auf einer Fregatte die Brüder mit ihren Familien, Dienstpersonal, einem Schiffbauingenieur und zwei Zeichnern in Nikolajew an, von wo sie nach St. Petersburg geschickt wurden. Dort wurden sie in den russischen Dienst aufgenommen. Jacques Brun wurde zum Linienschiff-Meister ernannt und in die VII. Rangklasse eingestuft. Sein Jahresgehalt von 7344 Rubel entsprach seinem bisherigen Gehalt von 10800 Piastern in Konstantinopel. Im März 1800 befahl Paul I., nach Bruns Zeichnungen auf der St. Petersburger Admiralitätswerft ein 80-Kanonen-Linienschiff mit Hüttendeck und als Versuch ein 3-Kanonen-Ruder-Kanonenboot zu bauen. Im Oktober 1802 wurde Brun zusammen mit den Linienschiff-Meistern Wassili Sarytschew und S. A. Pospelow und den Linienschiff-Untermeistern Iwan Kurepanow und Grigori Issakow in das Flottenamt-Komitee berufen. Brun führte eine Inspektion der Baltischen Flotte durch. 1803 wurde er in die VI. Rangklasse aufgenommen. 1804 wurde er Linienschiffbau-Direktor.
Im Juli 1805 legte Brun in der St. Petersburger Hauptadmiralität mit Kurepanow ein 120-Kanonen-Linienschiff auf Kiel, das im Juli 1808 von Stapel lief. Mit Issakow legte Brun 1802 eine 22-Kanonen-Korvette auf Kiel, die im Juli 1806 von Stapel lief.
Brun wurde 1807 Inspektor der Linienschiff-Technik-Schule der St. Petersburger Admiralität. Im Juli 1808 lief ein 88-Kanonen-Linienschiff von Stapel, das er mit Andrei Melichow gebaut hatte. Im selben Jahr wurde er in die V. Rangklasse befördert. 1809 folgte die IV. Rangklasse. Im Mai 1811 wechselte er als Generalmajor zur Flotte. 1811–1816 war er Direktor der Linienschiff-Technik-Schule.
Nach 1816 war Brun Chef der 2. Abteilung der Exekutiv-Expedition des Admiralitätskollegiums. Er lernte nie russisch zu reden und zu schreiben, sodass mit ihm auf Französisch verkehrt wurde. Er veröffentlichte Aufsätze über die Holzqualität (1820), ein neues Ruder (1823) und ein projektiertes Schiff mit Hubkiel (1824).
Im Januar 1827 wurde Brun mit Ukas Nikolaus’ I. zum ersten Inspektor des im Dezember 1826 gegründeten Linienschiffbauingenieurkorps ernannt, der die Entwürfe, den Bau, die Arbeitsqualität, die Schlussabnahme und die  ständige Instandhaltung der Schiffe zu überwachen hatte. Er war ab 1826 Ehrenmitglied des Admiralitätsdepartements und Mitglied des Admiralitätskollegiums. Ab September 1827 war er Mitglied des Wissenschaftlichen Marinekomitees. Im September 1829 wurde er zum Generalleutnant befördert. Unter seiner Aufsicht wurden auf den St. Petersburger Werften 11 Linienschiffe, 4 Fregatten und 2 Transportschiffe gebaut.
Brun war zweimal verheiratet. Er hatte 1789 Marie Élisabeth „Caroline“ Chauvin des Courtines († 1795) geheiratet, mit der er drei Kinder bekam: „Marie-Elisabeth“ Blanche Victoire (1789–1856) heiratete 1810 den russischen Kavallerieoffizier Louis Benoît Joseph „Hercule“ Barbara de Labelotterie de Boisséson, „Élisabeth“ Marie († 1860) wurde Visitantin in Wilna, und Balthazard „Hippolyte“ (* 1791) wurde russischer Gardeoffizier. Nach dem Tod seiner ersten Frau heiratete Brun vor Verlassen Konstantinopels Caroline Pétrowna Duvernoy († 1860), mit der er zwei Töchter bekam: Alina (1816–1898) heiratete den Linienschiffbauer Generalleutnant Michail Grünewaldt, während Adelaida (1820–1862) den Wirklichen Staatsrat (IV. Rangklasse) Dmitri Jewgrafowitsch Saltykow, Bruder des Schriftstellers Michail Saltykow-Schtschedrin, heiratete.
Brun starb am 3. August 1835 in St. Petersburg und wurde auf dem Smolensker Friedhof in der lutherischen Abteilung begraben. Seine große Sammlung von Modellen von Schiffen, Linienschiffskanonen, Leuchttürmen und Bojen und seine Fernrohr-Sammlung wurden 1836 dem St. Petersburger Marinemuseum übergeben.

## Ehrungen
- Orden des Heiligen Wladimir IV. Klasse (1807), II. Klasse (1830)
- Russischer Orden der Heiligen Anna II. Klasse (1808), I. Klasse (1814), Diamant-Abzeichen (1826)